# Renault UE Chenillette
La Renault UE Chenillette fue una tanqueta usada como transporte blindado ligero y vehículo tractor producido por Francia entre 1932 y 1940.
En 1930, el Ejército francés decidió desarrollar un vehículo blindado ligero capaz de remolcar y abastecer con munición cañones ligeros y morteros. En 1931, la empresa Renault recibió un contrato para producir la Renault UE, junto con el remolque Renault UK. De un gran número de modelos, la Renault UE2 fue elegida en 1937 como modelo mejorado para la producción a gran escala. Se produjeron más de 5.000 unidades de ambos modelos, siendo incluso producida bajo licencia en Rumania, formando parte del equipo estándar de todas las divisiones de infantería francesas. La mayor parte de las tanquetas Renault UE empleadas por los franceses no llevaban armamento alguno; aquellas capturadas por los alemanes en 1940 fueron empleadas para diversos cometidos, siendo armadas con ametralladoras, cañones antitanque y rampas lanzacohetes.

## Desarrollo
Desde 1922, la política del Ejército francés había sido la de mecanizar el mayor número posible de unidades. Sin embargo, los recortes presupuestarios hicieron poco realista el poder equipar a todas las unidades con transportes blindados de personal; pero la producción a gran escala de pequeños vehículos blindados para transportar municiones, suministros, ametralladoras y morteros era más factible. Se retrasó la producción de estos vehículos por algunos años, pero después del total fracaso en 1929 de un remolque motorizado guiado por un soldado que iba a pie, se decidió desarrollar un vehículo para ambos cometidos. En la primavera de 1930 se tomaron en cuenta varias posibilidades, entre las cuales figuraban el camión estándar de 3,5 toneladas y los semiorugas Citroën-Kégresse. La empresa Brandt, al no tener experiencia en el desarrollo de vehículos siendo fabricante de armamento, empezó a colaborar con la empresa británica Vickers para construir un vehículo que pudiese transportar su mortero Brandt Modèle 1927 de 81 mm; se propuso producir bajo licencia la tanqueta británica Carden-Loyd Mk.VI y presentó dos vehículos de diferente tamaño, junto a sus respectivos remolques, importados desde Inglaterra, para los cometidos de suministro y transporte de armamento respectivamente. El 24 de julio de 1930, la Commission de Vincennes rechazó el camión y los semiorugas al considerarlos demasiado pesados y optó por el más pequeño transportador de armamento tipo Vickers tras unas pruebas exitosas. El 7 de octubre se decidió desarrollar un vehículo con similares características bajo la denominación Type N. En diciembre de 1930 se ordenó el desarrollo de prototipos a tres empresas: Renault, Citroën y Brandt. Sin embargo, Renault mencionó que no iba a pagar los derechos de licencia hasta que el Estado francés no le pague una compensación completa; se les sugirió a las tres empresas construir un vehículo "similar", sin obtener una copia exacta. Las órdenes especificaban tractores blindados con sus respectivos remolques sobre orugas, así como un remolque para transportar al tractor, jalado por un camión, mientras que el remolque del tractor iba detrás de este.
Los prototipos estuvieron listos para ser probados en el verano de 1931. Citroën había recibido un encargo de seis prototipos: tres vehículos sobre orugas y tres camiones-oruga. El primer prototipo listo, que no se parecía a la tanqueta Carden-Loyd, era un pequeño camión-oruga equipado con orugas Kégresse y conducido por un chófer que iba dentro de una cabina blindada con rendijas de visión, sentado al lado izquierdo del vehículo y con el motor a su derecha. Solamente el frente del vehículo estaba blindado. Fue presentado ante la Commission de Vincennes el 24 de julio de 1931 y probado hasta el 29 de julio. La comisión observó que el sistema de refrigeración falló y que no había forma de desacoplar el remolque desde la cabina del chófer. El 31 de julio fueron enviados los otros dos camiones-oruga junto a los dos primeros tractores. Los vehículos fueron rechazados por ser demasiado vulnerables. Citroën descontinuó el desarrollo de vehículos sobre orugas, pero reconstruyó uno de los prototipos de camión-oruga para el prototipo del camión-oruga de mayor tamaño AMR Citroën Kégresse P 28, del cual se construyeron 50 unidades.
El 10 y el 17 de diciembre de 1930, Brandt había obtenido un encargo de 6 juegos completos: tractor, remolque y remolque para transporte del tractor. Para cumplir su trato con Vickers, dejó que los remolques de transporte y un tractor sean construidos en Inglaterra. Siguiendo la idea de producción nacional, Brandt encargó a la empresa Latil la construcción de un nuevo modelo de tractor debido a su poca experiencia con vehículos. El prototipo de Latil fue presentado el 7 de agosto de 1931, siendo muy similar al modelo británico y teniendo un gran parecido al posterior Universal Carrier: iba sobre orugas y tenía una carrocería cuadrangular abierta para asegurar la mayor capacidad de carga posible. Solamente una pequeña porción frontal del puesto del chofer y el capó del motor estaban blindados. El 17 de julio, la comisión consideró que el modelo estaba listo para ser probado por las tropas.
El primer prototipo que estuvo listo fue el de Renault, que también recibió un encargo de seis juegos. Su prototipo fue probado entre el 15 y el 23 de abril de 1930. Se descubrieron ciertos defectos, los cuales fueron remediados y se volvió a probar el prototipo a partir del 3 de junio. Se probó un segundo prototipo con orugas de caucho entre el 28 de abril y el 12 de mayo. Este tipo de orugas demostró ser demasiado débil. El proyecto tenía la denominación de fábrica Renault UE, un simple código cronológico de letras; su pequeño remolque era el  Renault UK. Se copió la suspensión Vickers con guías de oruga dobles. Este nuevo tipo de suspensión, patentado por Renault a pesar de su obvio origen Vickers, ofrecía la solución a los graves problemas que surgieron al tratar de adaptar los tipos de suspensión con guía de oruga simple existentes, a un vehículo de gran velocidad sin incrementar la posibilidad de que la oruga salte a grandes velocidades. Renault planeó desarrollar un tanque ligero a partir del UE, al agregarle una torreta; esto se debía a que su chasis era más parecido al de un tanque que al de un vehículo de abastecimiento.
En octubre de 1931, el Conseil Consultatif de l'Armement, bajo una fuerte presión del Ejército para tomar una decisión, eligió el vehículo Renault para ser producido en masa, a pesar de que el proceso de pruebas no había concluido. El 9 de diciembre se ordenaron 50 unidades de la Chenillette de ravitaillement d'Infanterie Modèle 1931 R. El 26 de marzo de 1932 se ordenó una pre-serie de 50 tractores con sus respectivos remolques, el primer tractor siendo suministrado en junio. Se hicieron otros encargos, iniciándose la producción en serie en la segunda mitad de 1934. Los vehículos de serie se difereciaban de los primeros al tener un signo de remolque encima, nuevos ganchos de remolque y una caja alargada en el lado izquierdo. Los encargos alcanzaron un total de 793 unidades el 1 de enero de 1936, alcanzando las 1.200 unidades para junio de 1936, 700 de las cuales fueron suministradas ese mismo mes, 920 para octubre de 1936 y 976 el 1 de enero de 1937. En diciembre de 1936, la división militar de Renault fue nacionalizada y la empresa AMX continuó la producción, alcanzando un total de 2200 unidades, seguida más tarde por Berliet que produjo otras 100 y Fouga, que produjo 300, con un total de 2600 tanquetas Modèle 31.

## Descripción

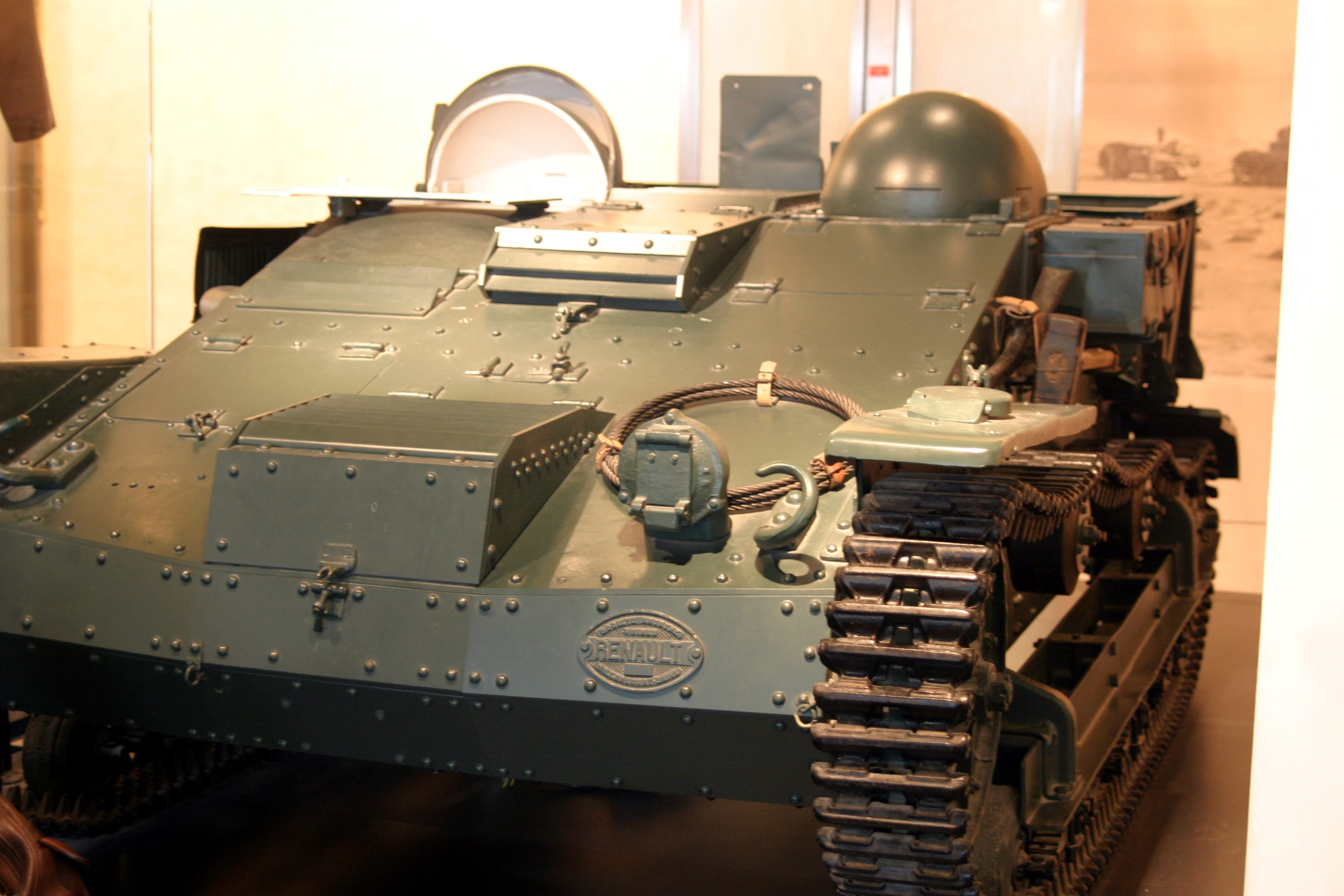
La Chenillette de ravitaillement d'Infanterie Modèle 1931 R Renault UE del Musée de l'Armée de París. Tiene guardafangos rectos, faros Restor y los típicos ganchos "cola de cerdo" de los primeros vehículos producidos.

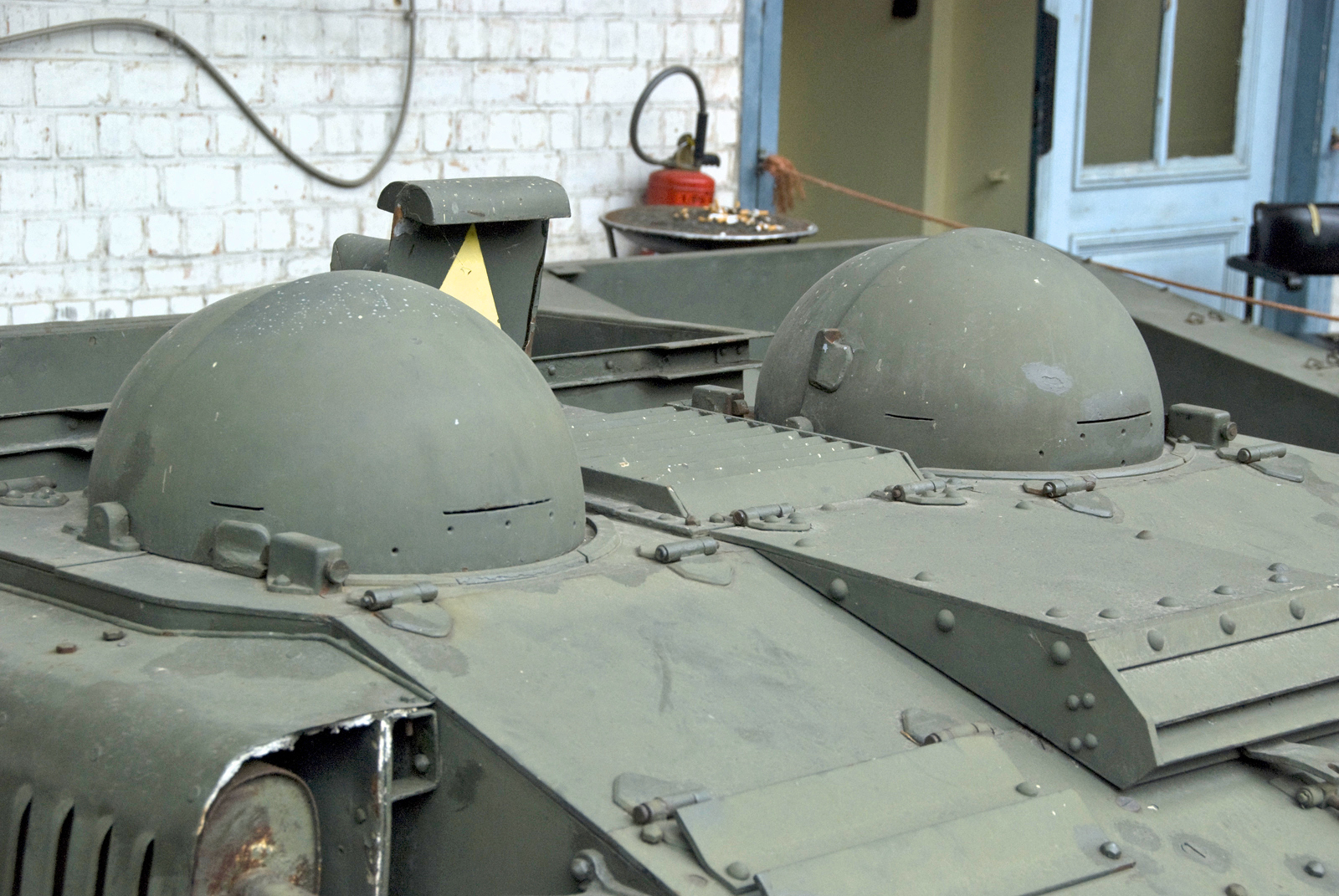
Detalle de los calottes (casquetes, en francés).

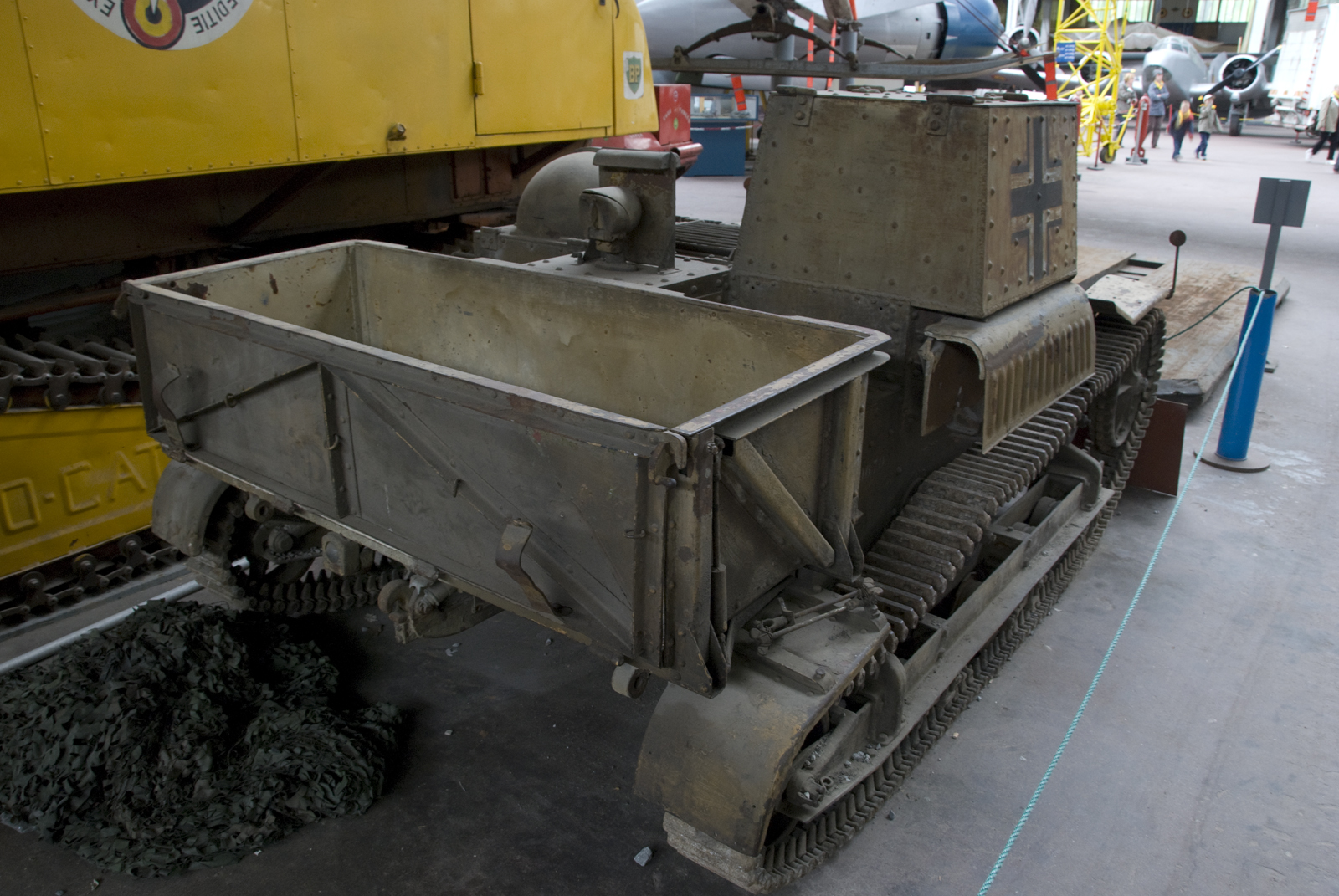
Detalle de la tolva.

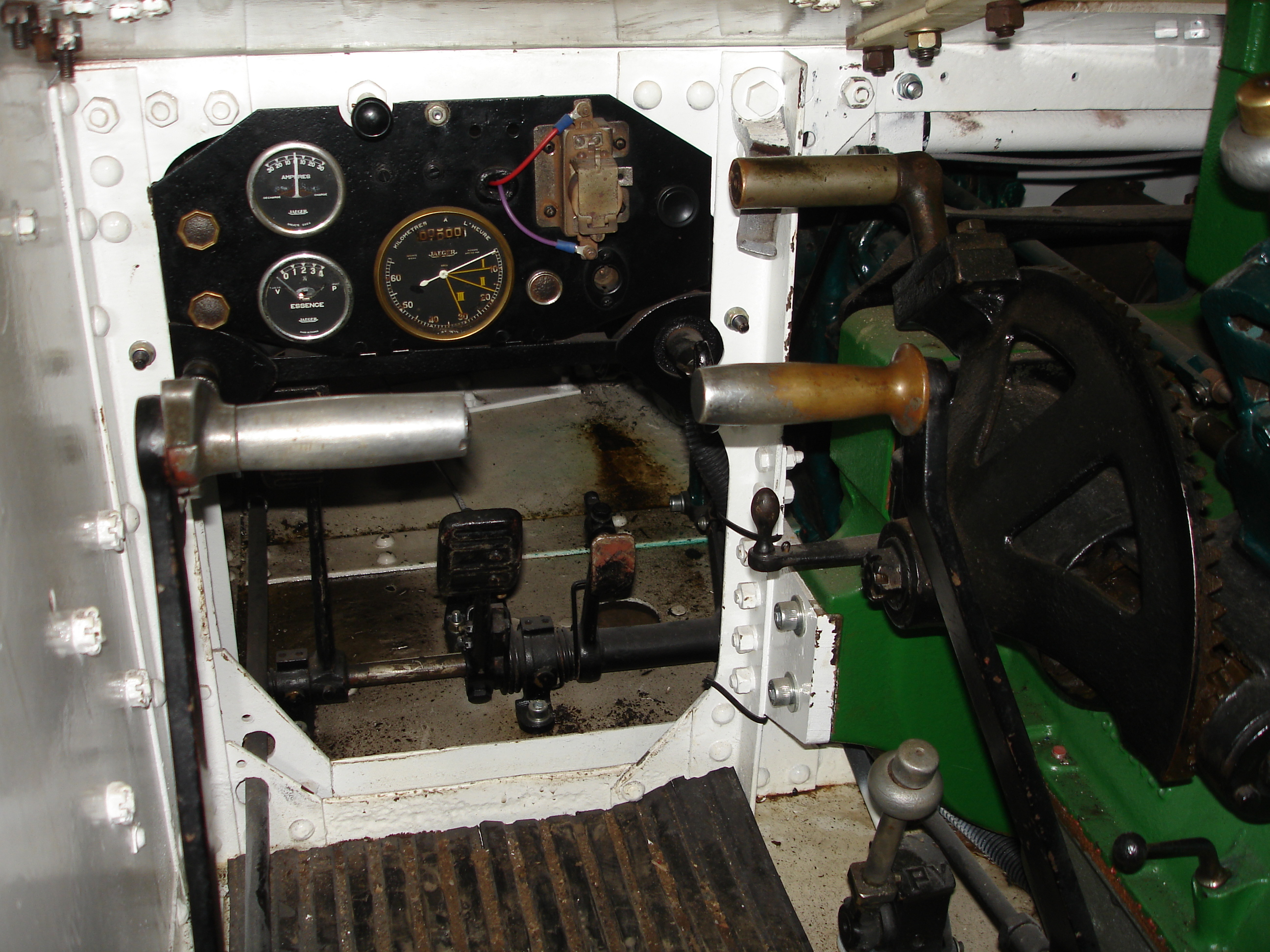
El puesto del conductor.

La Chenillette (pequeño vehículo blindado sobre orugas, en francés) o tracteur blindé (tractor blindado, en francés) como Renault prefería llamarla, ciertamente es un vehículo muy pequeño: solo 280 cm de largo, 174 cm de ancho y una altura máxima de 125 cm; el techo apenas tiene 103 cm de altura. Su capacidad de carga es bastante limitada. Hay una tolva rectangular blindada en la parte posterior, con una longitud de 145 cm (su longitud corresponde al ancho del vehículo), 60 cm de ancho y 36 cm de alto, capaz de llevar 350 kg de carga (mucho menos que los 500 kg originalmente especificados); su descarga es facilitada por la capacidad de inclinarla; la parte posterior del vehículo está inclinada hacia abajo, formando una rampa por la cual se desliza la carga al suelo. La mayor parte de la carga es transportada en el remolque sobre orugas, una copia muy parecida al modelo británico, con una longitud de 145 cm, 110 cm de ancho y 35 cm de alto; con un peso de 775 kg, puede transportar 600 kg de carga - aunque la especificación original era de apenas 400 kg. Las orugas pueden sacarse para circular por caminos asfaltados; hay dos ruedas camineras a cada lado.  
La tolva forma el compartimiento posterior del vehículo; el compartimiento frontal de mayor tamaño es para la tripulación y el motor. El motor de 4 cilindros y 38 CV se halla situado en el centro, con el chófer a la izquierda y el comandante a la derecha. La caja de cambios (seis velocidades hacia adelante y dos hacia atrás), el diferencial y la transmisión están situados delante del motor. Estas partes mecánicas se hallan bajo dos resaltes del muy inclinado blindaje del mantelete; estos pueden retirarse para su mantenimiento. Cada miembro de la tripulación iba sentado bajo una escotilla que es la única forma de entrada y salida, con un tanque de combustible detrás de su asiento, teniendo una capacidad total de 56 litros y permitiendo una autonomía de 100 km. El tubo de escape pasa por delante del comandante y va hacia la derecha, terminando en un silenciador en el lado derecho del vehículo; en los modelos de producción tardía se le agregó una cubierta blindada; pero como se sobrecalentaba, una variante posterior de esta cubierta tenía aberturas de refrigeración.  
Para reducir el peso del vehículo, se imposibilitó a los tripulantes proteger sus cabezas bajo el techo. Para protegerlos, se agregaron dos cubiertas blindadas hemisféricas (calottes). Estas tenían rendijas de visión, pero para mejorar el campo de visión, su parte frontal podía pivotar hacia atrás como una visera. Ya que una barra entre el techo y el mantelete hubiera dificultado el acceso, la parte delantera del mantelete tiene una sección que encaja en la parte delantera de la cubierta; si la cubierta es retraída y la escotilla abierta, se forma un mayor espacio de acceso. Una interesante característica de este vehículo es el sistema interno de comunicación que emplea. Cuando las cubiertas están cerradas, los dos tripulantes, separados por el motor, no pueden comunicar directamente; no se puede efectuar comunicación radial interna o externa, ya que el vehículo no cuenta con un equipo de radio. Cuando la tanqueta está completamente "sellada", el comandante emplea un sistema de luces blancas, azules, verdes y rojas que pueden encenderse o parpadear, para dirigir al conductor mediante un código predeterminado:
- Adelante: luz blanca encendida.
- A la izquierda: luz azul encendida.
- A la derecha: luz verde encendida.
- Atrás: luz blanca parpadeando.
- Reducir velocidad: luz roja parpadeando.
- Alto: luz roja encendida.
- Desacoplar el remolque: luces blanca y roja, parpadeando alternadamente.
- Inclinar la tolva: luces verde y blanca, parpadeando alternadamente.

El sistema de suspensión es muy similar al sistema Vickers. Tiene orugas con un ancho de 18,4 cm, formadas por 131 eslabones y tres bogies por lado, soportados por pequeñas ballestas, cada uno con dos pequeñas ruedas. El prototipo tenía una plancha blindada que protegía estas piezas, pero fue omitida en los vehículos de serie para ahorrar peso, dejando solamente dos vigas alargadas para sujetarlas. La rueda impulsora fue igualmente simplificada: la del prototipo era un disco cerrado, mientras que la del modelo de serie tenía seis agujeros circulares; los vehículos de producción tardía fueron equipados con una rueda impulsora de seis radios. Tenía dos rodillos de retorno. En general, el sistema de suspensión es débil y vulnerable. Esto se compensa al limitar la velocidad máxima a 30 km/hora, aunque la combinación de un peso de solamente 2,64 toneladas y un motor de 38 CV permitía mayores velocidades; durante las pruebas, se alcanzó una velocidad de 36 km/hora. Esto también reducía la probabilidad de accidentes al jalar el remolque; estando este totalmente cargado, la velocidad se reducía a 25 km/hora sobre camino y a 10 km/hora a campo través. Su capacidad de vadeo era de 30 cm, mientras que su capacidad para cruzar trincheras era de 120 cm. Su radio de viraje era de 3 metros y podía trepar pendientes con una inclinación del 50%.
Como vehículo de combate, la Chenillette tuvo un valor limitado. En servicio francés, la Modèle 31 no llevaba armamento alguno, aunque algunos vehículos de producción tardía tenían afustes para montar una ametralladora antiaérea - pero esta debía ser disparada desde el exterior del vehículo y en una posición incómoda debido a su poca altura. Era muy impráctico que los tripulantes disparasen pistolas a través de las escotillas estando sentados en el vehículo. Se consideró armar el vehículo con una ametralladora, pero la Direction de l'Infanterie se temía que el montaje de semejante arma haría que la UE fuera empleada como un tanque ligero en lugar de un transporte de pertrechos. Igualmente, su blindaje era mínimo. Las planchas verticales tenían un espesor de 9 mm, las otras planchas, todas ellas remachadas, tenían un espesor de 6 mm, lo suficiente como para detener balas convencionales de fusil y esquirlas de obús.

## Desarrollo de la Renault UE2

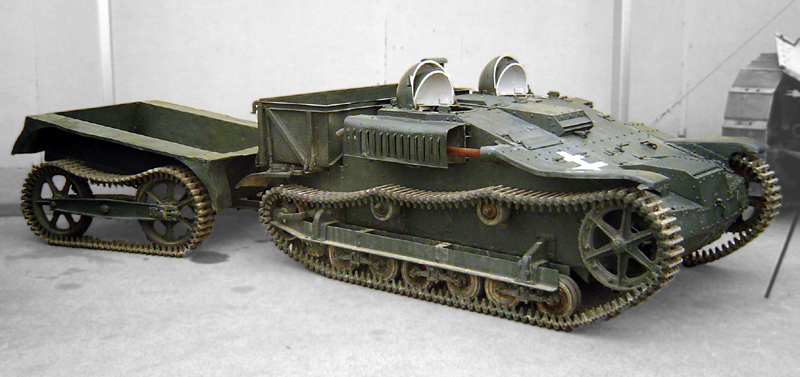
La tanqueta Renault UE2 con remolque Renault UK del Musée des Blindés de Saumur; sus guardafangos curvados la describen como una Modèle 37; sus piezas internas son las de un vehículo de producción tardía.

Como respuesta al rearme alemán, a partir de 1935 el Ejército francés se embarcó en un amplio programa de expansión y modernización. Una parte de este proyecto consistía en reemplazar a la Chenillette Modèle 31 con un modelo mejorado, que sin embargo debía mantenerse dentro del límite de peso del anterior vehículo o pesar 2,6 toneladas. La industria francesa tenía un gran interés en el proyecto, por lo que cinco empresas propusieron prototipos durante 1937: Lorraine, Hotchkiss, Fouga, Berliet y Renault.   
La empresa Lorraine-Dietrich, especializada en la construcción de locomotoras, presentó el 23 de abril de 1937 un tractor y un remolque ante la Commission de Vincennes. El prototipo fue probado entre el 24 de abril y el 10 de junio. A pesar de ser 4 toneladas más pesado que lo especificado, el modelo fue aprobado por la comisión el 8 de julio, extendiendo el período de pruebas hasta el 23 de agosto. En comparación con la Modèle 31, la chenillette Lorraine era un vehículo de suministro cuyo gran tamaño le permitía una mayor capacidad de carga, confort de la tripulación y autonomía, mientras que su suspensión con dos bogies y cuatro grandes ruedas de rodaje aseguraba una buena movilidad táctica. El 8 de septiembre, la comisión concluyó que no hay objeciones para ordenar su producción en serie; el prototipo ya había sido presentado a la Commission de l'Infanterie en Mourmelon para su evaluación táctica. La Infantería ciertamente apreciaba este modelo, pero se decidió emplear toda la capacidad de producción para el más largo Lorraine 37L debido a una falta de tractores pesados; un primer encargo de 100 unidades fue hecho a comienzos de 1939, siendo modificado en septiembre por 100 unidades del otro modelo.      
El 3 de noviembre de 1937, la Hotchkiss presentó el prototipo de un tractor y el 10 de diciembre el de un remolque. Sin embargo, ambos vehículos no fueron probados por el fabricante al haber sido transportados a Vincennes tan pronto como fueron terminados. Motivo por el cual la comisión retrasó sus pruebas hasta el 27 de diciembre para permitir a Hotchkiss hacer los ajustes finales en la base. El tractor fue probado hasta el 10 de febrero de 1938. El modelo tenía un parecido general con la Renault UE. Su principal diferencia era la presencia de dos tolvas en lugar de una sola, las cuales se inclinaban hacia los lados e iban situadas sobre los guardafangos posteriores, doblando la capacidad de carga. En lugar de las pequeñas cubiertas protectoras, dos grandes cubiertas blindadas que se retraían hacia atrás fungían como escotillas de acceso y visores. El motor, diferencial y sistema de viraje fueron considerados aceptables. Sin embargo, el sistema de suspensión fue considerado demasiado débil al no haber sido reforzado para ajustarse al mayor peso de la carga y evitar sobrepasar el peso total especificado. Este consistía en dos bogies, cada uno con dos pequeñas ruedas de rodaje y amortiguados por estrechos muelles helicoidales horizontales. Una gran rueda tensora se apoyaba en el suelo, lo cual reducía la presión sobre el suelo para compensar el mayor peso de las tolvas, pero al mismo tiempo aumentaba la vibración y la resistencia en las orugas. La velocidad a campo través era de apenas 15 km/hora. Como bogies enteros colapsaron durante pruebas con carga completa, el prototipo fue rechazado.    
La empresa aeronáutica Fouga envió un prototipo de tractor y remolque el 2 de febrero de 1939. Fueron probados hasta el 8 de mayo. Este vehículo también se parecía mucho a la Renault UE, pero tenía un techo más alto, haciendo innecesarias las cubiertas y aumentando el espacio de carga. Su suspensión tenía dos bogies a cada lado con dos ruedas de rodaje, amortiguados por ballestas. El modelo, enviado muy tarde debido a que se había elegido en detrimento de otro, fue rechazado debido a que sus piezas mecánicas no eran fácilmente accesibles y tenía un alto nivel de vibraciones.
Berliet obtuvo un encargo para un prototipo el 4 de diciembre de 1936. Pero apenas se presentó un tractor y un remolque ante la Commission de Vincennes el 6 de marzo de 1939, empezando de inmediato las pruebas. Nuevamente, el modelo se parecía a la Renault UE pero era algo más alto. Tenía tres bogies a cada lado con dos ruedas de rodaje cada uno, amortiguados por muelles helicoidales horizontales. Pesaba 3,5 toneladas, su velocidad máxima era de 36 km/hora y tenía una autonomía de 143 kilómetros. El primer reporte de la comisión fue favorable y las pruebas se reiniciaron el 24 de abril, continuando hasta el 20 de mayo. La comisión concluyó el 8 de junio que la chenillette Berliet era superior a la Renault UE en velocidad, autonomía y fiabilidad mecánica, no teniendo objeción alguna en iniciar su producción en serie. Sin embargo, este modelo fue rechazado por el Ejército para concentrar todas las fábricas disponibles en la producción de un solo modelo que ya había reemplazado a la UE: la UE 2.    
Renault había continaudo el desarrollo de la Renault UE desde 1931 en adelante. Algunas características fueron introducidas en los modelos de serie, otras dieron origen a nuevos prototipos; algunas quedando como meros proyectos. Renault siempre presionó con fuerza para obtener contratos estatales, que eran finaciados, para sus proyectos y el 20 de diciembre de 1934 logró obtener uno para una Renault UE mejorada, la Renault UE 2. Durante 1935 y 1936, se enviaron uno por uno modelos mejorados a la Commission de Vincennes para ser probados y modificados según los requerimientos del Ejército. Estas modificaciones incluían: pistones reforzados; una nueva caja de cambios con cuatro marchas adelante y una atrás; un diferencial reforzado; guardafangos delanteros más largos, cuya parte posterior se doblaba hacia arriba para seguir la línea del mantelete, un sistema semiautomático de acoplamiento para el remolque y un faro ciego bajo la parte posterior izquierda del vehículo. Estos cambios no fueron muy fundamentales –la comisión no estaba al tanto que este iba a ser un nuevo modelo– pero Renault empleó este hecho como argumento para elegir a la UE 2 como el vehículo de reemplazo: las mejoras podían ser introducidas sin interrumpir la producción, mientras que un cambio hacia un diseño completamente nuevo causaría una fatal demora en el proceso de rearme. Esto demostró ser una consideración decisiva para el Ejército, por lo cual en noviembre de 1937 se escogió a la Renault UE2 para ser producida en masa como la Chenillette de ravitaillement d'Infanterie Modèle 1937 R. Se ordenó un lote a la AMX –la fábrica Renault nacionalizada– el 3 de diciembre. Otras fábricas también la produjeron: Fouga ya había obtenido una orden el 2 de diciembre; Berliet recibió una el 16 de marzo de 1938.       
Sin embargo, estas empresas no empezaron a fabricar inmediatamente la Modèle 37; de hecho continuaron fabricando la Modèle 31 para terminar los primeros encargos; solamente en el verano de 1939, cuando la economía francesa entró en preparativos para incrementar la producción de guerra, se hizo la gradual transición a la UE 2, aunque algunas nuevas características como los guardafangos, ya habían aparecido en el verano de 1936; a partir del verano de 1937, los faros originales Restor fueron reemplazados por los faros blindados Guichard. El Ejército no diferenciaba los dos modelos Renault UE, por lo que eventualmente todas las chenillettes figuran en las estadísticas como Modèle 31. Para el 1 de septiembre de 1939, se habían fabricado 2848 tanquetas Renault UE de ambos modelos. Se esperaba una producción de 300 vehículos al mes para 1940. Para asegurar una gran producción, Renault compró la fábrica SUP de Pontlieue para iniciar allí otra línea de montaje UE 2. Para el 1 de abril de 1940, AMX había construido 1080 tanquetas Renault UE2, Fouga 260 y Berliet 310. Los suministros mensuales alcanzaron las 509 unidades en mayo, logrando esto mediante el agotamiento de los materiales de las fábricas; para el 1 de junio se habían fabricado 4.977 chenillettes Renault de ambos modelos, de las cuales fueron suministradas 4557; la producción total francesa fue de unas 5.148, asumiendo que unos 2.300 vehículos fueron producidos después del 1 de septiembre. En la década de 1970 todavía se asumía que la producción anterior a diciembre de 1937 - erróneamente equivalada con la de la Modèle 31 - no estaba incluida en esta cifra; por lo que la producción total fue sobrestimada en unas 6.200 unidades.

## Tanquetas Renault armadas
A comienzos de la década de 1930, la Caballería francesa necesitaba un pequeño vehículo de observación. El 27 de noviembre de 1931, la Section Technique de la Cavalerie pidió a Renault que reconstruya uno de sus seis prototipos de chenillette como una tanqueta armada. Por lo que el Prototipo N° 77982 fue transformado en el invierno de 1932 en la Automitrailleuse légère de contact tout terrain (Autoametralladora de contacto ligera todo-terreno, en francés), al ser equipada con una pequeña superestructura rectangular que tenía un afuste hemisférico con una ametralladora en su parte frontal, que era disparada por el comandante; la cubierta fue situada sobre esta. Este modelo fue rechazado por la Caballería por ser demasiado lento; sin embargo, posteriores desarrollos darían origen al tanque ligero de caballería AMR 33, del cual la Renault UE era su antecesor directo.        
Renault siempre buscaba compradores extranjeros para sus productos, pero generalmente no tenía mucho éxito. Para aumentar la atractividad de su tanqueta Renault UE, también ofreció una versión armada con una ametralladora. En marzo de 1936, el gobierno de China ordenó 10 tanquetas Renault UE con ametralladoras y 12 tanques Renault ZB. Aunque los tanques llegaron a China, las chenillettes fueron retenidas en Haiphong a partir de 1938 al ceder Francia ante la presión japonesa; parece que fueron confiscadas en 1940 por las autoridades francesas de Indochina. Incluyendo a estos vehículos de exportación, la producción total francesa de la Renault UE fue de unas 5158 unidades.    
Durante la Batalla de Francia, en mayo de 1940, el rápido deterioro de la situación se tradujo en la orden de armar todos los vehículos sobre orugas y enviarlos al frente. Esta orden incluía los chasíses de FT-17 a los cuales se les había retirado la torreta para emplearlos como vehículos auxiliares, los tanques Renault ZT 4 que todavía no tenían torretas e incluso las Renault UE Modèle 37 producidas hasta aquel momento. El 25 de mayo, la Direction d'Infanterie pidió que Renault produzca un prototipo similar a las UE chinas armadas con una ametralladora en una superestructura. Otros 200 vehículos fueron equipados con un sencillo afuste externo para una ametralladora MAC M31. Se desconoce cuantos vehículos de cada tipo fueron construidos o modificados; todavía existe un vehículo con superestructura.   
El 31 de mayo se armó una tanqueta Renault UE 2 con un cañón antitanque Hotchkiss 25 mm para ser probada; se ordenaron 150 de estos cazatanques, pero no se llegó a producir ninguno.

## Şeniletă Malaxa Tip UE
Rumania, en aquel entonces aliada de Francia, compró unas 10 tanquetas UE en 1937. Como un primer paso para la creación de una industria local de vehículos blindados de combate, el ministro de Defensa compró en aquel año la licencia para producir 300 tanquetas Renault UE. El vehículo fue destinado a remolcar el cañón antitanque Schneider 47 mm. La licencia fue otorgada a la Fábrica Malaxa de Bucarest, por lo cual el vehículo fue designado Şenileta Malaxa Tip UE. Todas las piezas del vehículo, excepto el motor, la caja de cambios y el panel de control, fueron producidas por Malaxa, mientras que las tres anteriores fueron suministradas por la empresa francesa AMX. Su producción tuvo lugar desde la segunda mitad de 1939 hasta marzo de 1941, produciéndose 126 tanquetas. La producción cesó cuando el suministro de piezas Renault fue interrumpido por la invasión de Francia. Después Alemania suministró unas 50 Renault UE capturadas a Rumania. Las 126 tanquetas Malaxa conformaban la mayoría de estos vehículos (178 en total) que estaban en servicio con el Real Ejército Rumano al inicio de la Operación Barbarroja. La tanqueta entró en combate durante el levantamiento de la Guardia de Hierro, cuando dos vehículos fueron empleados por la Guardia de Hierro. La tanqueta Malaxa no era una copia idéntica de la Renault UE. Pesaba 0,1 t más y podía transportar en su tolva 0,15 t más que su contraparte francesa. Su longitud, ancho, y altura habían sido ligeramente incrementados por 5 cm, 6 cm y 1 cm respectivamente. Su motor era ligeramente menos potente por 3 CV, pero todavía podía alcanzar la misma velocidad máxima y autonomía que su contraparte francesa.
En el Ejército rumano, el modelo fue suministrado a las compañías antitanque para remolcar el cañón antitanque Schneider Modelo 1936 47 mm –un cañón más pesado que el empleado por el Ejército francés, el cual consideró a la Renault UE demasiado ligera como para remolcar cañones de ese calibre– y como transporte de munición y combustible en los regimientos de Caballería Motorizada. Después de 1943, 33 de los 50 vehículos sobrevivientes fueron empleados para entrenamiento; 17 fueron reconstruidos por la fábrica Malaxa desde enero hasta marzo de 1944, que los reforzó para permitir el remolque del más pesado cañón antitanque alemán PaK 38 de 50 mm. Los vehículos rumanos, incluyendo a los 10 importados, aumentaron la producción total de la Renault UE a unas 5.294 unidades.

## Proyectos
Uno de los seis prototipos de la Renault UE tenía orugas de caucho; este modelo fue mejorado en 1932 al reconstruir un vehículo como la Renault UE Neige (nieve, en francés) o Renault UE N. Para mejorar la tracción, este modelo tenía una suspensión más robusta con orugas de caucho más anchas y era propulsado por un motor de seis cilindros más potente.
A mediados de la década de 1930, Chaubeyre produjo el prototipo de un vehículo fumígeno que producía cortinas de humo con ayuda de un generador alimentado por una cisterna de mil litros que iba en un remolque Renault UK. El sistema era controlado desde el puesto del comandante del vehículo principal. 
Luego que se hicieron las grandes órdenes en 1937, tanto AMX como la oficina de diseño de Renault, que no había sido nacionalizada, trataron de introducir modificaciones para mejorar los modelos de serie. Varias de estas fueron incorporadas en los modelos UE 2 de serie, pero eran mínimas; sin embargo se propusieron muchos más cambios fundamentales, que apuntaban a resolver los problemas estructurales de la suspensión, siendo la principal razón por la cual Berliet y Fouga todavía trataban que sus proyectos de chenillette sean aprobados, incluso después de la elección de la Renault UE2: ellos esperaban que eventualmente la Renault UE sea abandonada. Para ser capaces de presentar alternativas inmediatas, en cuanto hubiese oportunidad, AMX y Renault desarrollaron sistemas de suspensión más fuertes.  
Renault presentó en febrero de 1938 orugas más fuertes y ruedas de rodaje más resistentes, junto a un mejorado aparato para mantener impermeables los ejes, ante la Commission de Vincennes. Estos fueron probados desde el 12 de febrero hasta el 6 de julio, y nuevamente desde el 21 de septiembre hasta el 21 de noviembre.  
En julio de 1938, Renault presentó una chenillette más larga. Tenía un cuarto bogie en el sistema de suspensión para reducir la presión de las orugas y una tercera rueda de retorno. Para ahorrar peso y amortiguar mejor los saltos, se redujo el número de hojas de las ballestas de seis a tres. Las orugas eran obviamente más largas, con 156 eslabones en lugar de 131. La tolva también era más "larga" con 72 cm, pero menos "ancha" con 123 cm. En su interior se había instalado un nuevo ventilador centrífugo. La longitud total se incrementó a 335 cm y el peso a 3,67 toneladas. Las pruebas tuvieron lugar entre el 13 de julio de 1938 y el 8 de febrero de 1939, durante las cuales el vehículo fue modificado de nuevo. La velocidad máxima sin remolque tuvo que reducirse a 32,7 km/hora; inadvertidamente se aumentó la capacidad de cruzar trincheras a 160 cm. Como las tomas de aire fueron situadas a mayor altura, se aumentó la capacidad de vadeo a 45 cm. Sin embargo, no se logró realmente alcanzar el principal objetivo: mejorar la fiabilidad del sistema de suspensión. Las orugas todavía eran arrojadas en virajes a gran velocidad, los guías de oruga se doblaban, los resortes se rompían y bogies completos se desprendían, al igual que en el modelo de serie. 
AMX presentó el 22 de noviembre de 1938 su nueva oruga, instalada solamente en el lado derecho de un vehículo de pruebas para que se puedan hacer comparaciones directas con el viejo modelo de oruga. Tras recorrer 1500 kilómetros, la oruga normal estaba totalmente desgastada y la oruga AMX fue instalada en un segundo vehículo; tras el reinicio de las pruebas el 9 de enero de 1939, solamente tras recorrer 3700 km se observó el desgaste de la nueva oruga el 21 de marzo. La comisión concluyó que el nuevo modelo tenía una durabilidad claramente superior, pero que se debía al empleo de acero al cromo y la hacía 70% más costosa, demasiado cara para el Ejército francés. 
AMX presentó su nuevo sistema de suspensión el 27 de septiembre de 1939. Era parecido al del Renault R35, con dos bogies, resortes horizontales –en este caso, del tipo hidráulico– y cinco ruedas de rodaje a cada lado. El prototipo también tenía un nuevo radiador Chausson y asientos suspendidos más confortables para la tripulación. Sin embargo, el nuevo modelo no fue probado inmediatamente; solamente fue probado luego que Renault presentara otro prototipo, esta vez con siete ruedas de rodaje –una rueda extra había sido insertada en el espacio creado al mover el conjunto del bogie 20 cm hacia atrás– ambos modelos siendo probados entre el 7 y el 23 de febrero de 1940. Se observó que la suspensión AMX, aunque más resistente, tenía una influencia negativa en el desempeño: la velocidad y la autonomía se redujeron en casi un 15%, principalmente a causa de una incorrecta distribución del peso. Los nuevos asientos, a pesar de aumentar el comfort de los tripulantes, eran demasiado altos y no permitían a un soldado de estatura normal cerrar la cubierta protectora. Al contrario, la nueva suspensión Renault no ofrecía ninguna ventaja clara sobre el viejo modelo en términos del nivel de vibraciones y fatiga de la tripulación, por lo que ambos modelos fueron rechazados como posibles proyectos a ser modificados; el modelo de AMX fue considerado el 11 de abril de 1940 no apto para ser producido en serie.

## Usuarios
La Renault UE fue empleada por el Ejército francés al inicio de la Segunda Guerra Mundial, siendo consecuentemente empleada por el Ejército alemán tras la Caída de Francia e igualmente empleada en cantidades limitadas por las fuerzas de la Francia Libre y el Ejército rumano. 

### Francia

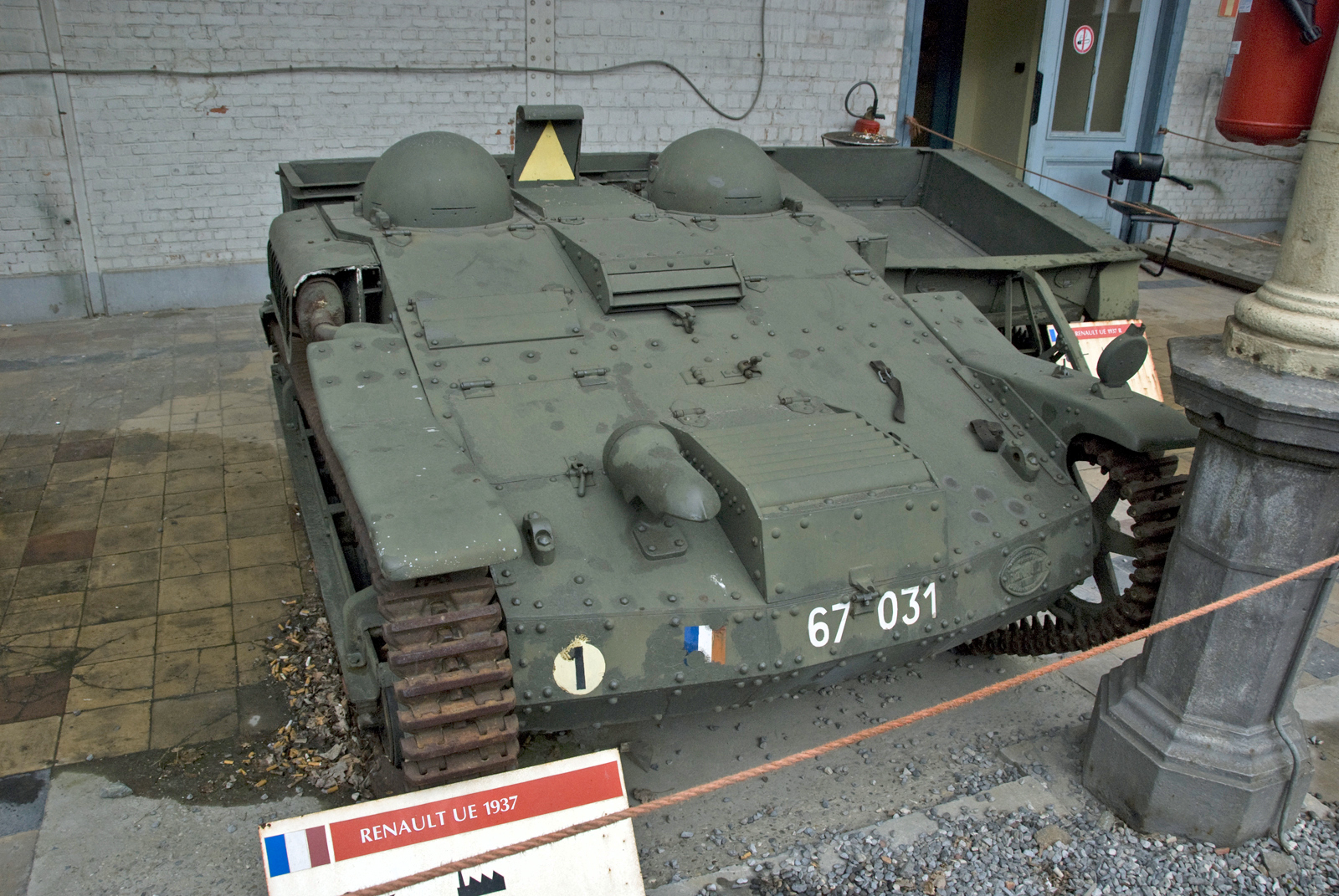
La tanqueta Renault UE del Museo del Ejército de Bruselas.

La chenillette fue principalmente distribuida a los regimientos de infantería regulares, las 10 primeras en septiembre de 1932. En la Compagnie Hors Rang (compañía que no estaba subordinada a batallón alguno, sirviendo como unidad de pertrechos, mantenimiento y reserva del regimiento) había seis chenillettes, mientras que en la Compagnie Régimentaire d'Engins (la compañía de pertrechos de la artillería pesada del regimiento) había tres. Su principal función oficial era la de aprovisionar las posiciones de primera línea con municiones y otros pertrechos, durante los ataques artilleros. El blindaje ligero era suficiente como para detener pequeñas esquirlas de obús, así como balas convencionales de fusil o ametralladora a distancias superiores a los 300 metros. La Renault UE podía transportar o remolcar aproximadamente 1 tonelada de pertrechos; 350 kg en la tolva y 600 kg en el remolque. Cargamentos habituales incluían proyectiles de 81 mm para el mortero Brandt, municiones para el Cañón antitanque Hotchkiss 25 mm, munición de fusil y ametralladora. Para advertir que remolcaban, los tractores levantaban sobre el techo una pequeña placa rectangular de acero que tenía pintada un triángulo amarillo sobre un contrastante fondo azul. El resto del vehículo generalmente iba pintado por completo en verde bronce, sin emplear los intrincados diseños de camuflaje en tres o cuatro colores habituales entre los vehículos blindados franceses de la época. Las posiciones de primera línea más batidas por el fuego enemigo solamente serían aprovisionadas por las tanquetas; sus tolvas, a pesar de ser pequeñas, podían contener una carga de 150 proyectiles de 25 mm o 2.688 cartuchos de ametralladora. Se esperaba que los sirvientes de morteros y cañones muevan sus piezas si la distancia a recorrer era menor a 1000 metros, en caso contrario serían transportadas, de a dos, en tanquetas UE para recorridos más largos; en la tolva cabían cuatro ametralladoras. Como las tanquetas eran demasiado pequeñas para transportar a los sirvientes de las piezas, estos debían seguir los vehículos a pie; el comandante de la pieza iba sentado cerca del chófer de la chenillette para indicar la nueva posición de su cañón o mortero. De hecho, en los regimientos de Infantería esta era la única ocasión en la que realmente había un segundo tripulante a bordo: normalmente el chófer era el único tripulante, aunque fue repartido un ayudante de chofer. Una chenillette nunca estaba permanentemente acoplada a una pieza de artillería. Por ejemplo, cada cañón de 25 mm normalmente tenía su propio equipo de caballos para remolcarlo y transportarlo. Para su transporte a gran distancia, la chenillette era habitualmente cargada en un camión junto a su remolque Renault UK y (sobre caminos en buen estado) también se podían remolcar cañones y morteros. El remolque más grande oficialmente nunca formó parte de tales convoyes; estaba disponible en número limitado, con solamente un remolque para cuatro tanquetas (dos en cada regimiento) y solamente empleado para retirar aquellas que se habían averiado. En la práctica, no era raro transportar el pequeño remolque sobre el camión mientras que el remolque grande era empleado para transportar la tanqueta, debido a que el procedimiento estándar reducía la velocidad del convoy a 15 km/hora.
Cada regimiento de infantería tenía un total de nueve tanquetas Renault UE; la Compagnie Divisionnaire Antichar (CDAC), compañía antitanque de división, también tenía tres  chenillettes, totalizando unas treinta tanquetas Renault UE en una División de Infantería.  
En las Divisiones de Infantería Mecanizada, la cantidad de tanquetas Renault UE era más grande. Sus Compagnies Divisionnaires Antichar tenían doce chenillettes, una para cada cañón de 25 mm - en este caso cada cañón tenía su propio tractor. En sus compañías regimentales estaban presentes seis tanquetas Renault UE, nuevamente asignadas a cada cañón de 25 mm; y sus batallones tenían dos tanquetas Renault UE dentro de sus Compagnies d'Accompagnement para aprovisionar sus dos morteros Brandt y dos cañones de 25 mm. Los Regimientos de Infantería Mecanizada tenían dieciocho chenillettes cada uno, teniendo las Divisiones de Infantería Mecanizada un total de 66. Estas son las cifras estándar oficiales; los números reales (y usos) variaban, dependiendo también del reemplazo del cañón de 25 mm por el Brandt de 47 mm que era considerado demasiado pesado para ser remolcado por una chenillette. El Ejército francés tenía unas 2.500 tanquetas Renault UE; ya que el número de vehículos producidos se incrementó después de septiembre de 1939, la mayoría de las desgastadas tanquetas Modèle 31 fueron gradualmente retiradas. Estos viejos vehículos a veces fueron empleados extraoficialmente por unidades de ingenieros y artillería. El 10 de mayo de 1940, había 1.278 tanquetas almacenadas.  
Siendo básicamente un vehículo sin armamento, se le permitió a la Francia de Vichy emplear la Renault UE. El modelo sirvió en diversos conflictos que tuvieron lugar en las colonias francesas, empleado tanto por las tropas gubernamentales y las de la Francia Libre. En mayo de 1943, las fuerzas de la Francia Libre intentaron armar una Renault UE con el cañón antitanque británico QF de 6 libras, montándolo en la parte posterior del vehículo con un escudo protector. Las dimensiones del cañón y las del vehículo, hacían que los artilleros lo operasen desde el exterior, porque no había espacio dentro del vehículo. Fue probado sin éxito y el prototipo volvió a su papel de tractor de artillería. Después del Día D, algunos vehículos fueron empleados por fuerzas francesas irregulares y regulares en Francia. Algunas unidades siguieron empleando tras la guerra este vehículo por algunos años. Algunos vehículos fueron empleados por el Ejército de Siria.

### Alemania

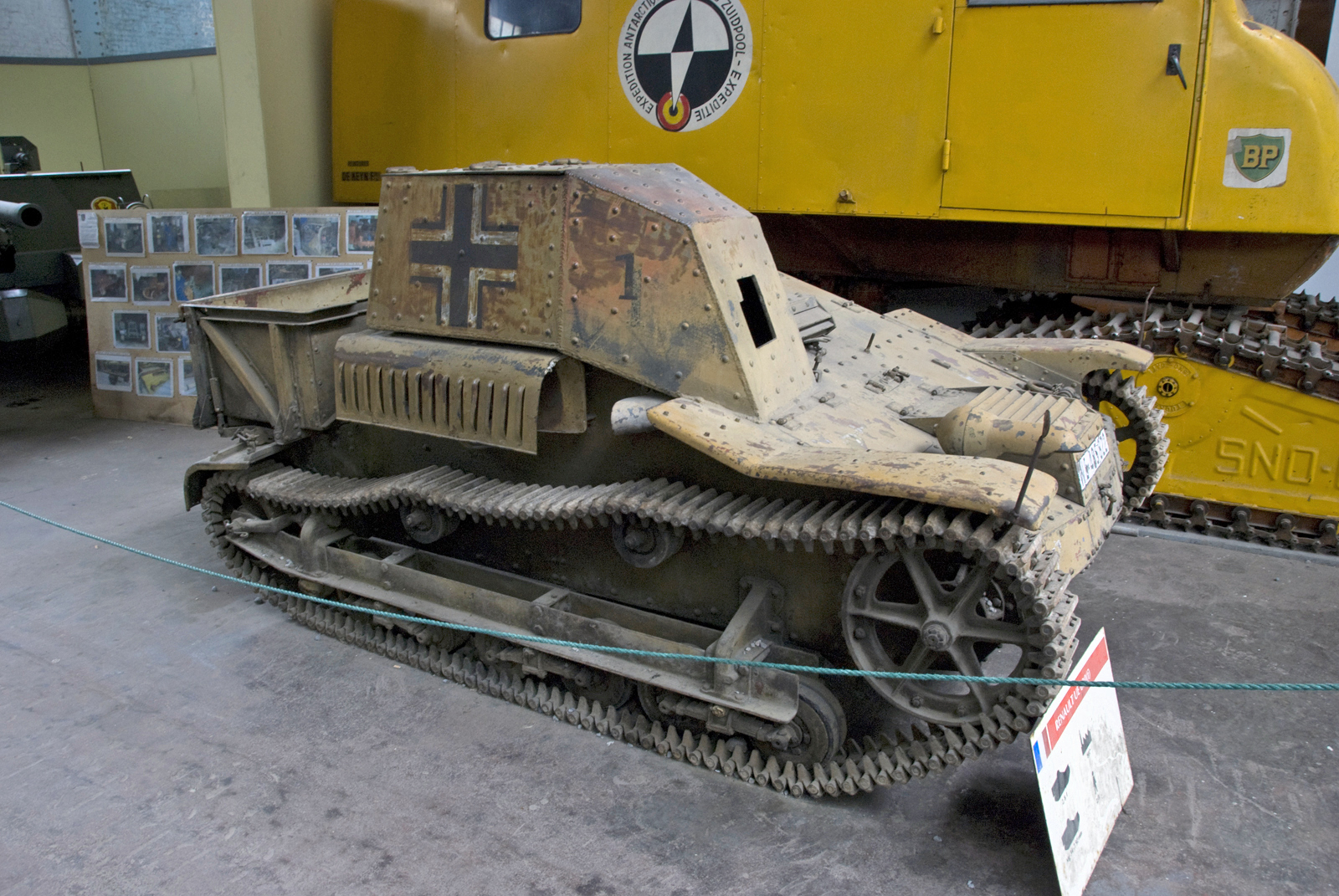
Una tanqueta Renault UE2 transformada en un Gepanzerte-MG-Träger Renault UE(f). Este vehículo está expuesto en Bruselas, con el camuflaje alemán original.

Durante la invasión de Francia, el Heer capturó unas 3.000 tanquetas UE y UE2. La mayoría de ellas fueron empleadas sin modificaciones, tras un mantenimiento efectuado en la fábrica AMX de Issy-les-Moulineaux bajo supervisión de la empresa alemana MAN, como tractores para los cañones antitanque de 37 mm, 50 mm y, finalmente, los de 75 mm y 76,2 mm: el Infanterie UE-Schlepper 630(f), que también fue empleado para remolcar cañones de infantería ligeros y pesados. Estos también cumplieron su papel original de transportes de munición, como Munitionsschlepper Renault UE(f), algunos de ellos llevando una cubierta blindada sobre la tolva para proteger la carga de la onda expansiva y los fragmentos de proyectiles que estallaban en el aire. Sin embargo, las chenillettes también fueron modificadas como cañones autopropulsados: se instaló un cañón alemán PaK 36 de 37 mm justo delante de la tolva. No había espacio para la tripulación en un vehículo tan pequeño: el cañón debía accionarse desde la parte posterior de la tanqueta. A pesar de esto, se construyeron alrededor de 700 unidades del Selbstfahrlafette für 3.7cm Pak36 auf Renault UE(f) en 1941. Una modificación tardía de 1943 era la tanqueta UE equipada con cuatro rampas Wurfrahmen 40 para los cohetes de 28/32 cm: la Selbstfahrlafette für 28/32cm Wurfrahmen auf Infanterie-Schlepper UE(f), de la cual se fabricaron 40 unidades en dos versiones, una con las rampas de lanzamiento en los costados del chasis y la otra con las rampas montadas sobre una plataforma elevada en la parte posterior. Otras modificaciones incluían a: la Mannschaftstransportwagen Renault UE(f), un transporte de tropas producido en dos versiones; la Gepanzerte-MG-Träger Renault UE(f), simplemente una Renault UE equipada con una ametralladora en una superestructura situada sobre el puesto del comandante; la Schneeschleuder auf Renault UE(f), con 50 unidades modificadas en 1942 como arados para nieve; la Schneefräser auf Renault UE(f), otro vehículo para enfrentar las gruesas capas de nieve del Frente del Este, pero con ayuda de una fresadora; la Fernmeldekabel-Kraftwagen Renault UE(f), una tanqueta posacables de teléfono de campaña y la Panzerkampfwagen-Attrappe auf UE(f), un tanque simulado para entrenamiento, que se parecía al T-34 soviético. Modificaciones más complejas fueron la Sicherungsfahrzeug UE(f), tanqueta para vigilancia de aeródromos producida para la Luftwaffe que además de tener una casamata armada con una ametralladora MG 34 a la derecha, tenía una superestructura con grueso blindaje a la izquierda en donde iba un guardia armado con una ametralladora pesada MG 131 de 13 mm, y el Kleiner Funk- und Beobachtungspanzer auf Infanterie-Schlepper UE(f), un vehículo de observación artillera y radio, de los cuales cuarenta fueron modificados en Francia por el Beck-Baukommando para finalmente servir en la 21ª División Panzer.

### Italia
Alemania suministró posteriormente varias tanquetas UE a sus aliados, como por ejemplo Italia. El Ejército italiano recibió 64 tanquetas UE y UE2 en 1941, empleándolas como transportes de munición. Algunas fueron empleadas en Sicilia durante la invasión Aliada de 1943, en la cual varias fueron capturadas y empleadas por el Ejército estadounidense.

### Polonia
La 1ª División Polaca y la 2ª División de Granaderos, creadas en Francia entre 1939-1940, estaban equipadas con tanquetas UE2. La Brigada Independiente de Montaña Polaca también estaba equipada con tanquetas UE2. Diecisiete tanquetas de la cancelada misión de la Brigada Independiente de Montaña Polaca en Finlandia terminaron en Inglaterra, donde fueron empleadas por el Batallón de Reconocimiento Perth y más tarde para entrenar a los tanquistas de la 3/16.ª Brigada Polaca Mixta de Tanques.

### República de China
El Ejército Nacional Revolucionario empleó algunas tanquetas Renault UE durante la segunda guerra sino-japonesa.

### Tailandia
El Real Ejército Tailandés capturó algunas tanquetas Renault UE durante la Guerra franco-tailandesa.